# Антона-Траверси, Камилло
Камилло Антона-Траверси (итал. Camillo Antona Traversi; 27 ноября 1857, Милан, Италия — 30 августа 1934, Сен-Бриак-сюр-Мер, Иль и Вилен, Франция) — итальянский драматург, либреттист
, историк литературы, литературный критик, журналист, педагог.

## Биография
Родился в семье богатого землевладельца. Получил образование в Неаполе. Позже в течение одиннадцати лет преподавал итальянскую литературу в Римском военном училище.
С 1907 года жил в Париже, работал в театре Режан.
Стал известным, благодаря критическим работам о творчестве Боккаччо, Фосколо и Леопарди. Помимо драматургических работ, занимался театральной и литературной критикой, написал несколько биографий известных актрис. Был корреспондентом различных газет и автором некоторых либретто к опереттам.

## Избранные произведения
- «Della patria, della famiglia e della povertа di Giovanni Boccaccio» (Флоренция, 1881);
- «Della realtà dell’amore di messer Giov. Boccaccio» (Болонья, 1883);
- «Raffronto fra la peste di Fucidide, di Lucrezio e di Giov. Boccaccio» (ib., 1883);
- «Studii su Ugo Foscolo» (Милан, 1887);
- «De’natali, de’parenti della famiglia di Ugo Foscolo» (ib., 1886);
- «Canti e versioni di G. Leopardi» (1887);
- «Studi su G. Leopardi» (Неаполь, 1887);
- «Documenti e notizie sconosciute e inedite da servire a una compiuta biografia di G. Leopardi e quei di sua famiglia» (Верона, 1887);
- «Giacomo Leopardi e i classici» (Парма, 1888)
- «Del vero tempo in che fu scritto il „De Monarchia“ di Dante» (Неаполь, 1887).